# Троугао (сазвежђе)
Троугао (лат. Triangulum) је једно од 88 савремених и 48 оригиналних Птоломејевих сазвежђа. Првобитно је названо Deltoton, по делти Нила. У 17. веку је пољски астроном Петар Планције поред Троугла сместио и Мали троугао (Triangulum Minus), али се то сазвежђе више не користи. Троугао је једно од најмањих сазвежђа северне хемисфере.

## Звезде
Најсјајнија звезда у Троуглу је бета, магнитуде 3. Овај бели џин, некад називан и Deltotum је од Сунца удаљен приближно 124 светлосне године.
Друга по магнитуди је алфа Троугла, спектроскопска двојна звезда која је од Сунца удаљена 64,1 светслосну годину. Њена традиционална имена (Mothallah, Rasal Muthallah или Caput Trianguli) значе „глава троугла“. Примарна компонента је жутобели субџин, а пратилац је удаљен мање од шест милиона километара. Магнитуда алфе Троугла је 3,41.
Делта троугла је такође спектроскопска двојна звезда чије су компоненте жути и наранџасти патуљак. Од Сунца је удаљена око 35 светлосних година, а магнитуде је 4,87.

## Објекти дубоког неба
У Троуглу се налази један Месјеов објекат — М33 или галаксија Троугао. М33 је трећа највећа галаксија у Локалној групи, пречника 50.000 светлосних година. Удаљена је од Сунца око 3 милиона светлосних година, а по типу је спирална галаксија.
У Троуглу се налази и неколико других галаксија, али ниједна сјајнија од 11. магнитуде. Највећа је спирална галаксија са пречком NGC 925, удаљена од Сунца око 45 милиона светлосних година.